# Ebru Aytemur
Ebru Aytemur (Estambul, 25 de abril de 1988) es una actriz y modelo turca, conocida por interpretar el papel de Nihal Çimen en la serie Bir Zamanlar Çukurova.

## Biografía
Ebru Aytemur nació el 25 de abril de 1988 en Estambul (Turquía) y tiene dos hermanos mayores, uno de los cuales es arquitecto e ingeniero. En un discurso dado por la propia actriz: afirmó que entendía que estaba trabajando en el campo de los recursos humanos pero que ese trabajo no era para ella.

## Carrera
Ebru Aytemur en 2009 se graduó del departamento de economía de la Bursa Uludag University. Después de graduarse, estudió dicción y actuación en la Academia de ciencias de la comunicación de Başkent. En 2010 hizo su primera aparición como actriz en la serie Adanali . Al año siguiente, en 2011, interpretó el papel de Melis en la serie Kanit. En 2012 y 2013 se unió al elenco de la serie Ekip 1: Nizama Adanmis Ruhlar, interpretando el papel de Elif.
En 2015, ocupó el papel de Ebru en la serie Beyaz Yalan. Al año siguiente, en 2016, protagonizó la serie Kanit: Ates Ustunde, en el papel de Melis. En el mismo año interpretó el papel de Zada en la película Kirintilar dirigida por Miraç Kazanci. En el 2018 protagonizó la serie Babamin Günahlari.
De 2018 a 2020 fue elegida para interpretar el papel de Nihal Çimen en la serie emitida en ATV Bir Zamanlar Çukurova y donde actuó junto a actores como Hilal Altınbilek, Vahide Perçin, Murat Ünalmış y Kadim Yaşar. En 2021 interpretó el papel de Ferda en la serie Fandom. En 2022 y 2023 interpretó el papel de Melek Sürmeli en la serie emitida en Fox Hayatımın Şansı.

## Filmografía

### Cine
| Año  | Título     | Personaje | Director      |
| ---- | ---------- | --------- | ------------- |
| 2016 | Kirintilar | Zada      | Miraç Kazanci |

### Televisión
| Año       | Título                        | Personaje     | Notas        |
| --------- | ----------------------------- | ------------- | ------------ |
| 2010      | Adanali                       |               | 4 episodios  |
| 2011      | Kanit                         | Melis         | 1 episodio   |
| 2012-2013 | Ekip 1: Nizama Adanmis Ruhlar | Elif          | 33 episodios |
| 2015      | Beyaz Yalan                   | Ebru          | 6 episodios  |
| 2016      | Kanıt: Ateş Üstünde           | Melis         | 8 episodios  |
| 2018      | Babamin Günahlari             |               | 1 episodio   |
| 2018-2020 | Bir Zamanlar Çukurova         | Nihal Çimen   | 61 episodios |
| 2021      | Fandom                        | Ferda         | 3 episodios  |
| 2022-2023 | Hayatımın Şansı               | Melek Sürmeli | 9 episodios  |